# 珠海公交K9路线
珠海公交K9路线是中国广东省珠海市内的一条公交线路，由香洲至三灶，运营方是珠海公交巴士有限公司。

## 简介
- 线路由香洲至三灶，以20台广通广客GTZ6129BEVB、广客GTZ6129BEVB1、广客GTZ6129BEVB2车型运营。
- 本线路服务时间是香洲06:15-22:00，三灶06:00-21:30。

## 历史
1. 2003年，本线路的前身“201路大站快车”开通。“201路大站快车”由香洲开往三灶，票价从5元递减至2元。服务时间是香洲06:55-18:35，三灶05:50-17:30。
2. 2012年4月20日，本线路更名为K9快线。
3. 2013年5月7日，本线路增加1台配车。
4. 2016年3月9日，本线路增加停靠保利香槟站。
5. 2017年8月31日，本线路增加1台配车，同时服务时间调整为三灶06:05-20:30，香洲06:15-20：30。
6. 2018年2月15日，本线路增加停靠时代山湖海站。[1]；3月17日，本线路增加停靠青湾站。[2]
7. 2018年10月16日，本线路服务时间调整为香洲06:15-21:00，三灶06:05-20:50。
8. 2018年11月18日，本线路票价调整至1元。[3]
9. 2018年12月18日，本线路取消停靠南屏街口、南泉路口站。[4]
10. 2019年1月22日，服务时间同时调整为香洲06:15-21:30，三灶06:05-21:15。[5]
11. 2019年8月29日，本线路增停“金岛路东”。[6]
12. 2019年9月3日，受金湾立交右转匝道施工影响，本线路往三灶方向临时取消停靠湖心路口站，临时增停灯笼路口站。[7]
13. 2019年12月20日，本线路取消灯笼路口站，恢复经停湖心路口站。[8]
14. 2020年6月10日，本线路服务时间调整为香洲06:15-22:00，三灶06:00-21:30。[9]

## 停靠站点
截至2025年3月14日，珠海公交K9路共停站27个。
| K9路 香洲 ←→ 三灶 |                  |          |
| 上行编號          | 站名             | 下行编號 |
| 1                 | 香洲             | 27       |
| 2                 | 南坑             | 26       |
| 3                 | 南香里           | 25       |
| 4                 | 香宁花园         | 24       |
| 5                 | 柠溪             | 23       |
| 6                 | 隧道南           | 22       |
| 7                 | 兰埔（富华里）   | 21       |
| 8                 | 白石（银石雅园） | 20       |
| 9                 | 华发新城         | 19       |
| 10                | 翠湾             | 18       |
| 11                | 湖心路口         | 17       |
| 12                | 保利香槟         | 16       |
| 13                | 时代山湖海       | 15       |
| 14                | 青湾             | 14       |
| 15                | 东咀             | 13       |
| 16                | 金岛路东         | 12       |
| 17                | 金都大厦         | 11       |
| 18                | 金海岸中学       | 10       |
| 19                | 金沙湾豪庭       | 9        |
| 20                | 斜尾             | 8        |
| 21                | 城建总公司       | 7        |
| 22                | 鱼弄             | 6        |
| 23                | 中南修理厂       | 5        |
| 24                | 月堂             | 4        |
| 25                | 唐人街           | 3        |
| 26                | 映月新村         | 2        |
| 27                | 三灶             | 1        |

## 事件
2020年1月3日，本线路一台车号为06664D的车辆在出南屏隧道时与一名正在修剪绿化设施的绿化工人相撞，造成绿化工人当场死亡。据报导称，事故原因为司机疲劳驾驶。事后该车前往维修。据同为公交公司员工的知情人透露，公交公司长期鼓励加班，但公交公司称，当日该司机没有加班超时。
2020年5月，该车维修完毕重新上路。